# Distretto di Querco
Il distretto di Querco è uno dei sedici distretti della provincia di Huaytará, in Perù. Si trova nella regione di Huancavelica e si estende su una superficie di 697.31 chilometri quadrati.